# Phaonia vulgaris
Phaonia vulgaris este o specie de muște din genul Phaonia, familia Muscidae, descrisă de Shinonaga et Kano în anul 1971. Conform Catalogue of Life specia Phaonia vulgaris nu are subspecii cunoscute.